# V623 Возничего
V623 Возничего (лат. V623 Aurigae) — двойная затменная переменная звезда типа Беты Лиры (EB) в созвездии Возничего на расстоянии приблизительно 2372 световых лет (около 727 парсеков) от Солнца. Видимая звёздная величина звезды — от +12,9m до +12,5m. Орбитальный период — около 0,603 суток (14,473 часов).

## Характеристики
Первый компонент — жёлто-белая звезда спектрального класса F. Радиус — около 1,77 солнечного, светимость — около 4,388 солнечных. Эффективная температура — около 6275 K.
Второй компонент — жёлто-белая звезда спектрального класса F.